# Florian Penner

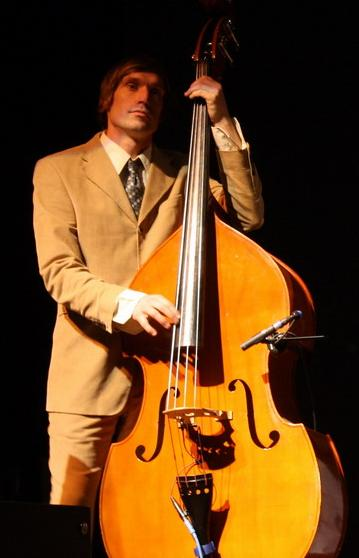
Florian Penner auf dem Jazzfestival St. Ingbert

Florian Penner (* 1974 in Mainz), auch Flo:Pee genannt, ist ein deutscher Kontrabassist, E-Bassist und Medienkünstler.

## Leben
Nach dem Abitur machte Florian Penner  eine Zimmermannslehre und eine Ausbildung zum Wirtschaftsinformatiker. Von 1997 bis 2004 war er E-Bassist und Sänger der experimentellen Electrofunk-Band Reaktor, welche wiederholt überregional auftrat. Er studierte Design im Bereich Digitale Medien an der HBK Saar, welches er 2007 mit Diplom abschloss. Seitdem betätigt er sich als Videokünstler und Bassist beim Ensemble Die Redner, welche das Ziel verfolgt, Reden bedeutender historischer Persönlichkeiten (wie zum Beispiel John F. Kennedy oder Willy Brandt) in einem neuen multi-medialen Kontext erfahrbar zu machen. Er wirkt dort zusammen mit dem Schlagzeuger Oliver Strauch. Seit 2008 fungiert er als Wissenschaftlicher Mitarbeiter an der HBK Saar im Bereich Media Art & Design und war als medialer Bühnenbildner am Saarländischen Staatstheater tätig. Im Januar 2013 wurde Élysée63 – Die Show von der Gruppe Die Redner mit einer einstündigen Sendung auf Arte gezeigt.

## Veröffentlichungen
mit Reaktor:
- elektrosuperstars (EP/2000)
- Hyperdimension (Album/2004)

mit Die Redner:
- JFK-Show Live in Berlin (Buch und DVD/2008) Kunstanst!fter Verlag,  ISBN 978-3-9811465-7-8

## Auszeichnungen und Preise
2007 erhielt das Ensemble Die Redner den Medienkunstpreis des Saarländischen Rundfunks für die „JFK-Show“.